# Les Celtiques
Les Celtiques är ett seriealbum utgivet på franska av Casterman 1980. Det samlar sex olika episoder i Hugo Pratts serie Corto Maltese, utspelande sig åren 1917 och 1918 i olika delar av Europa. Det 144 sidor tjocka albumet, som ingick i Castermans satsning på serieromaner, har översatts till ett antal olika språk – till svenska som de två albumen Konsert för harpa och nitroglycerin och Krigsrosor och vinterdrömmar.

## Handling

### Sex olika historier
(numreringen följer händelseföljden i Corto Malteses liv)
- 16. – "Ängeln i det östra fönstret" (originaltitel: "L'Ange à la fenêtre d'Orient")
- 17. – "Montenegros guld" ("Sous le drapeau de l'argent")
- 18. – "Koncert i O-moll för harpa och nitroglycerin" ("Concert en O mineur pour harpe et nitroglycérine")
- 19. – "En vintermorgonsdröm" ("Songe d'un matin d'hiver")
- 20. – "Årgångsvin och rosor från Picardie" ("Côtes de Nuits et roses de Picardie")
- 21. – "Burlesk mellan Zuydcoote och Bray-Dunes" ("Burlesque entre Zuydcoote et Bray-Dunes")

### Handlingsutvecklingen
Historien utspelas under 1917 och 1918, i olika delar av Syd- och Västeuropa. Corto har precis kommit "hem" till Europa, efter ett antal äventyrligheter i Syd- och Mellanamerika i mitten av årtiondet. Det första äventyret i albumet äger rum i Venedig, nästa vid den närliggande fronten mellan Italien och axelmakternas Österrike-Ungern och Tyskland, det tredje i det upproriska Irland. Ramberättelsen i den fjärde historien äger rum i Stonehenge (samtidigt som serieläsaren får följa Cortos drömmar som är någon helt annanstans), medan de två avslutande berättelserna utspelas vid Västfronten i nordligaste Frankrike.
1910-talets krig och oroligheter står ofta i centrum för berättelserna. Inte minst präglar första världskriget de historier som sker vid Västfronten, men kriget märks även tydligt i episoderna som äger rum i Norditalien och vid Stonehenges resta stenar; i den sistnämnda berättelsen – "En vintermorgonsdröm" – figurer även ett stort antal gestalter från William Shakespeares En midsommarnattsdröm.
Teater och moderna legender präglar även handlingen i flera av de andra berättelserna. Handlingen i de två sista episoderna från Västfronten kretsar kring en teaterpjäs omkring Röde baronen respektive kung Artur.

## Utgivningshistorik

### Förpublicering
Albumets sex historier publicerades i franska serietidningen Pif Gadget under 1971 och 1972, som del av deras pågående publicering av de olika äventyrshistorierna med äventyraren Corto Maltese i huvudrollen. Tidningen var i första hand en barnserietidning, men den hade påverkats av den snabba franska serieutvecklingen i slutet av 1960-talet med allt mer sofistikerade serier för en äldre läsekrets.

### Tidiga albumutgåvor
En av historierna – "L'Ange à fenêtre d'Orient" – gavs ut av belgisk-franska bolaget Casterman 1975 i album tillsammans med "Fables et grands-pères". Den senare historien återutgavs senare i albumet Corto toujours un peu plus loin i samband med den organiserade och kronologiska utgivningen av de olika Corto Maltese-historierna.
1980 publicerades Casterman albumet Les Celtiques. Detta var ett par år efter starten av förlagets tidning À Suivre, där man regelbundet (för)publicerade olika Corto Maltese-historier eller serier i samma stil. Det 144 sidor tjocka Les Celtiques innehöll sex historier ur Corto Malteses liv, under två år i slutet av 1910-talet. Albumet var del i förlagets lansering av serieroman som koncept, via förlagskollektionen Les Grands romans de la bande dessinée. Förutom Pratts serier gav man här ut längre serieberättelser i serieform av bland annat Jean-Claude Forest, Jacques Tardi, Claude Auclair och Didier Comès – oftast i svart-vitt.
Albumtiteln Les Celtiques (franska för "de keltiska") är relaterat till de områden i Europa – runt och nordväst om Alperna – som kelter en gång befolkade. Jämför med nästa Corto Maltese-album, som i fransk originalutgåva fick namnet Les Éthiopiques efter de östafrikanska områden som då besöktes.

### Översättningar, senare utgåvor
I svensk översättning kom albumets sex serieepisoder 1981 via de två seriealbumen Konsert för harpa och nitroglycerin och Krigsrosor och vinterdrömmar. Albumen, som publicerades av Carlsen/if, hade tre episoder i varje album. Liksom i de franska originalalbumen var historierna tryckta i svart/vitt.
I den första utgåvan av Les Celtiques tryckte av misstag Corto Maltese-episoderna 18 och 19 i omvänd ordning. Samma misstag följde med till de översättningar på bland annat svenska och danska som baserats på denna utgåva.
Senare har albumets sex serieepisoder återutgivits i färglagd version på ett antal språk, bland annat på franska.

## Bildgalleri
I bildgalleriet nedan illustreras sex teman från de sex berättelserna.

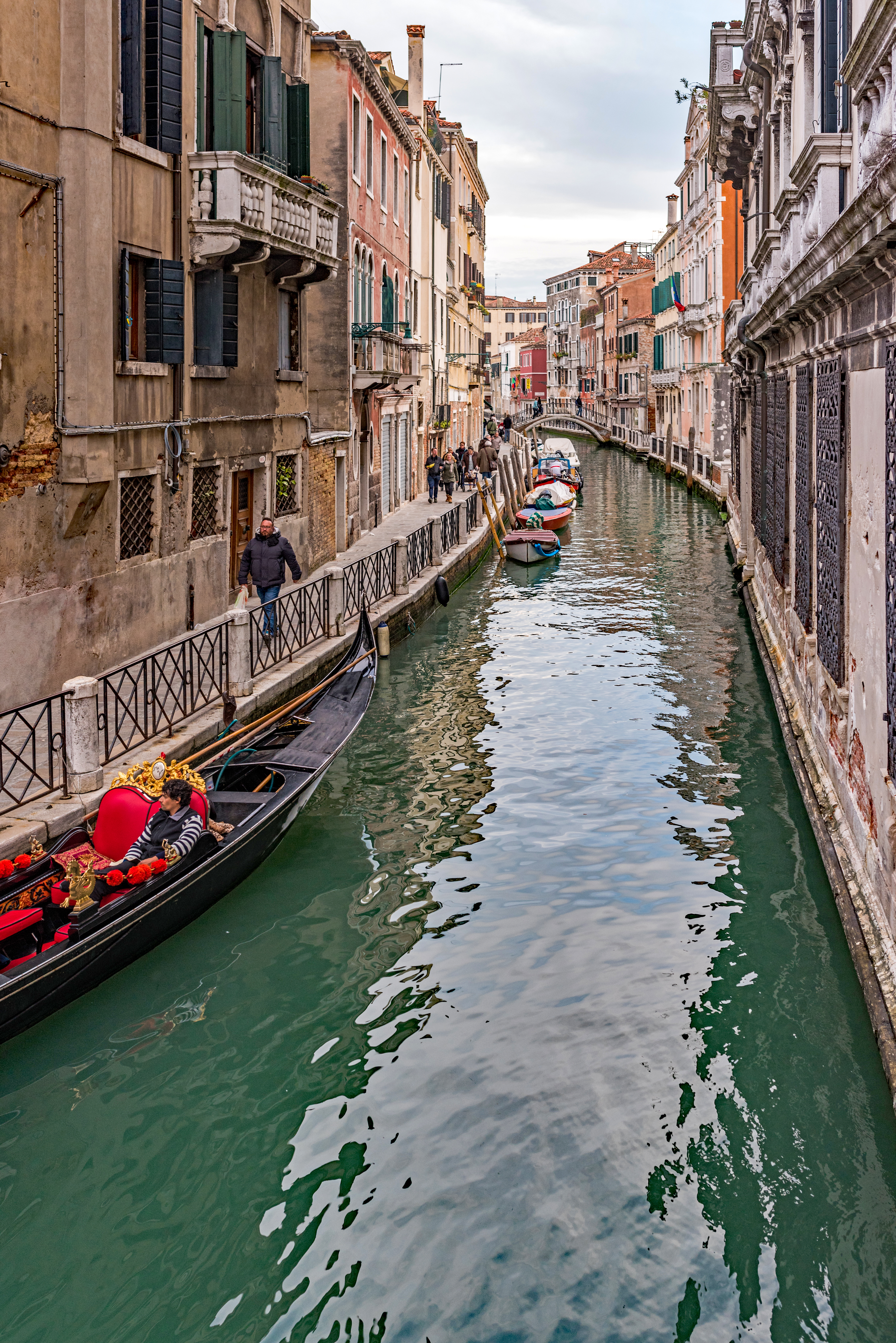
16. Venedig.
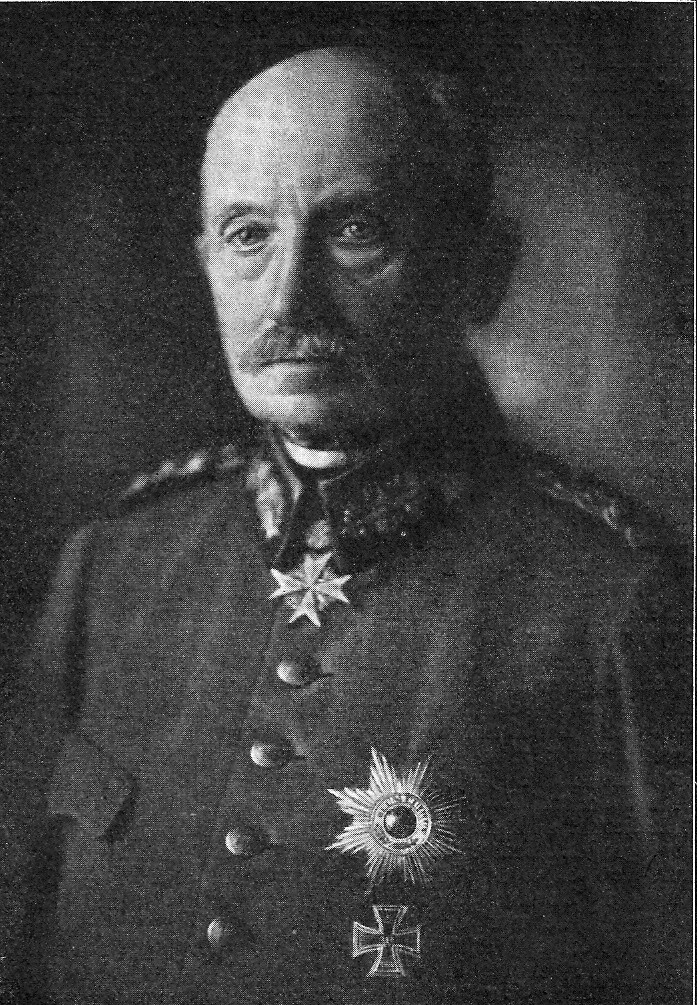
17. Otto von Below, nyckelfigur under slaget vid Caporetto.
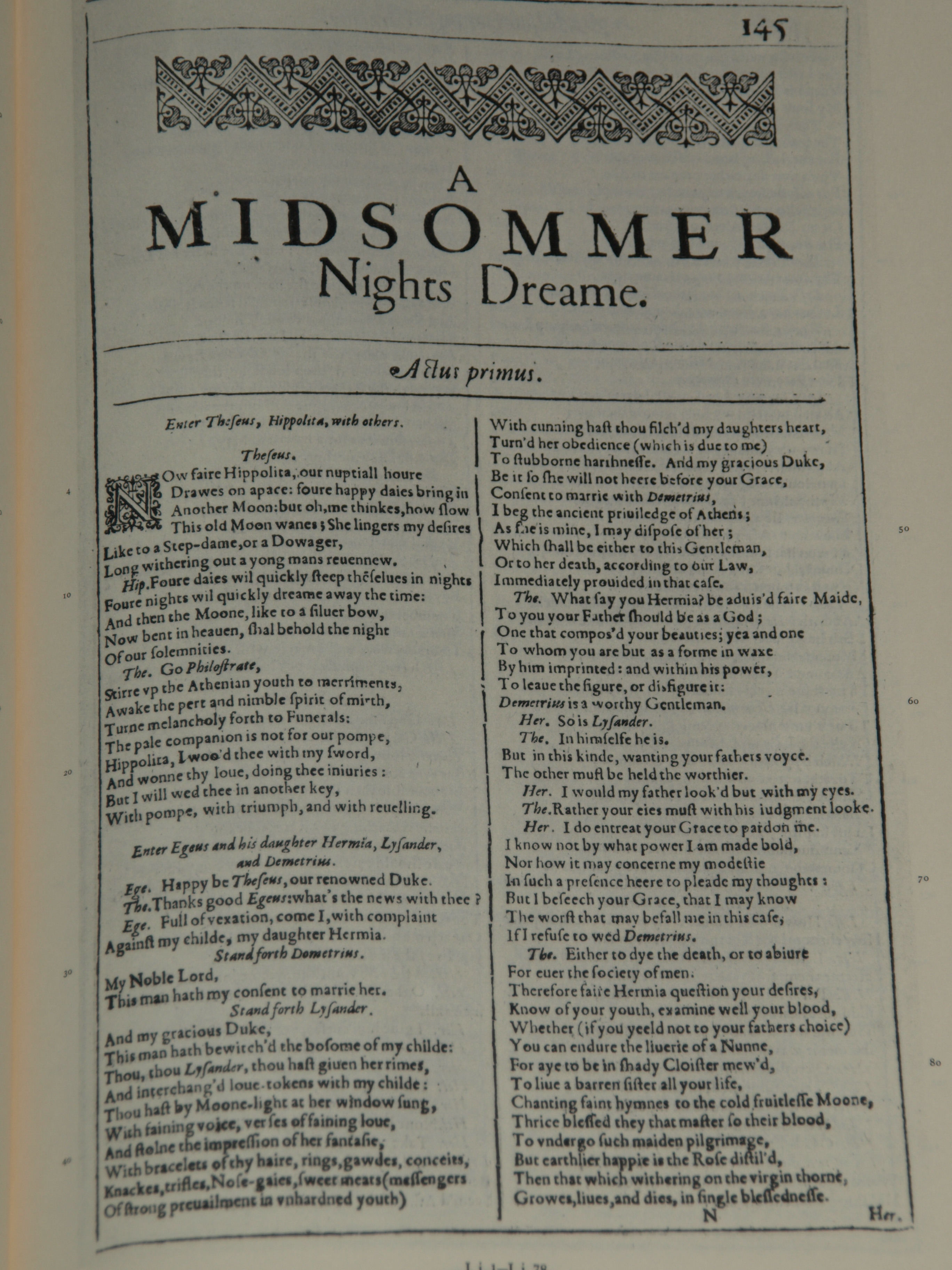
19. En midsommarnattsdröm.
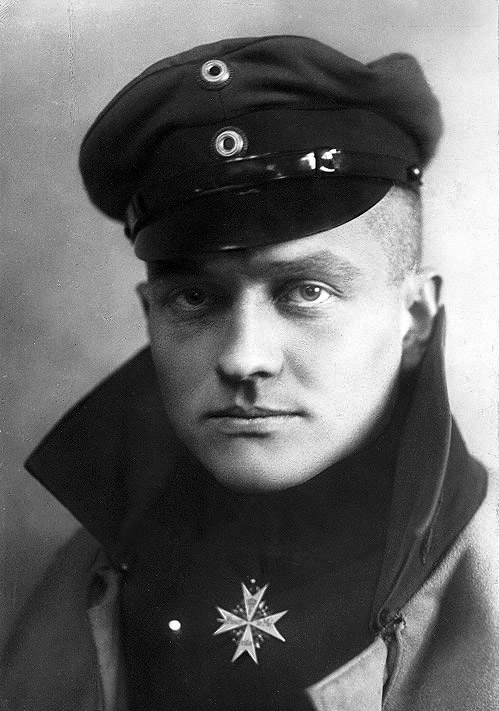
20. Manfred von Richthofen.
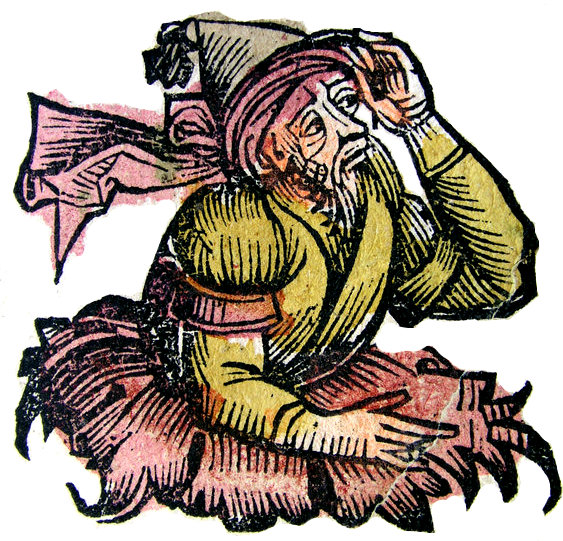
21. Merlin.